# Cascades Daggs
Les cascades Daggs són unes cascades del rierol Spring, situades a la regió de Darling Downs de Queensland, Austràlia.

## Localització i característiques
Les cascades es localitzen a l'est de la ciutat de Killarney, i l'aigua cau des de la cadena McPherson, al nord de la frontera de Queensland / Nova Gal·les del Sud. Les cascades es poden veure des d'un mirador que hi ha a la mateixa carretera.
A la zona, a prop de Killarney, es poden veure quatre cascades més: les cascades Teviot, les cascades Queen Mary, les cascades Browns i les cascades Upper Browns.